# Pittsburg (Nevada)
Pittsburg es un área no incorporada ubicada en el condado de Lander en el estado estadounidense de Nevada.

## Geografía
Pittsburg se encuentra ubicado en las coordenadas 40°25′43″N 116°49′17″O / 40.42861, -116.82139.